# Periploma sanctamarthaense
Periploma sanctamarthaense is een tweekleppigensoort uit de familie van de Periplomatidae. De wetenschappelijke naam van de soort is voor het eerst geldig gepubliceerd in 1998 door Ardilla & Diaz.